# Europäische Journalisten-Föderation
Die Europäische Journalisten-Föderation (EJF), engl. European Federation of Journalists (EFJ) ist ein Europäischer Gewerkschaftsverband mit Sitz in Brüssel. Sie ist die europäische Regionalstruktur der Internationalen Journalisten-Föderation und vertritt 320.000 Journalisten in 70 Mitgliedsorganisationen in 44 Ländern. Die EJF ist Mitglied des Europäischen Gewerkschaftsbundes.
Die letzte Generalversammlung (höchstes Gremium der EJF) fand am 25./26. April 2016 in Sarajevo statt.
Präsident der EJF ist Mogens Blicher Bjerregård (Danish Union of Journalists), Generalsekretär ist Ricardo Gutierrez.

## Mitgliedsgewerkschaften in Deutschland, Österreich und der Schweiz
Mitgliedsorganisationen sind
- aus Deutschland: die Deutsche Journalistinnen- und Journalisten-Union (dju) in ver.di und der Deutsche Journalisten-Verband,
- aus Österreich: die Gewerkschaft GPA und younion.
- aus der Schweiz: Syndicom und Impressum.